# Вересень 2007
Вересень 2007 — дев'ятий місяць 2007 року, що розпочався у суботу 1 вересня та закінчився у неділю 30 вересня.

## Події
- 6 вересня
  - У Римі у віці 71 року помер тенор Лучано Паваротті.
- 9 вересня
  - Асафа Пауелл у Рієті (Італія) встановив світовий рекорд в бігу на 100 метрів: 9,74 сек.
- 16 вересня
  - Парламентські вибори у Греції.
- 30 вересня
  - Вішванатан Ананд став чемпіоном світу з шахів.
  - В Україні відбулися позачергові парламентські вибори.